# WASA St. Gallen Unihockey
WASA St. Gallen Unihockey (bis 2024 UHC Waldkirch-St. Gallen) ist ein Schweizer Unihockeyverein aus Waldkirch und St. Gallen, dessen Herren in der Unihockey Prime League  und Damen in der Nationalliga A spielen.

## Geschichte

### Gründung
Der Verein wurde im Jahr 1997 durch eine Fusion der beiden Vereine UHC St. Gallen und TSV Waldkirch gegründet.

### Auf- und Abstieg
In der Saison 2002/03 schaffte WaSa, wie der Verein in der Unihockeyszene genannt wird, erstmals den Aufstieg in die NLA. Nach zwei Saisons in der NLA mussten die Ostschweizer in der Saison 2005/06 den Gang in die NLB hinnehmen.

### Entwicklung ab 2008
Zwei Jahre später, in der Saison 2007/08, gelang den Herren der erneute Aufstieg in die höchste Spielklasse. Souverän setzte sich WaSa in der Ligaqualifikation gegen den Letzten der NLA, Basel Magic, in einer Best-of-Five Serie mit 3:0 durch. Das letzte und entscheidende Aufstiegsspiel zog über 1500 Zuschauer an.

### Umbruch
Joe P. Stöckli wurde im Jahr 2014 zum neuen Präsidenten des UHC Waldkirch-St. Gallen ernannt. Er übernahm das Amt von Markus Bürki, welcher auf Ende 2013 seinen Rücktritt bekannt gab. Der Vorstand wurde nach drei Jahren wieder komplettiert.

### 2014 bis 2020 – Die Ära Arvidsson mit erster Playoff-Qualifikation
Vor Beginn der Saison 2014/15 wurde Fabian Arvidsson als neuer Trainer der Herrenmannschaft vorgestellt. Die erste Herrenmannschaft verhinderte im Jahr 2015 den Abstieg in den Playouts gegen Floorball Thurgau nur knapp. Die NLB-Damen hingegen belegten den fünften Rang. Damit verpassten sie die Playoff-Qualifikation lediglich um einen Rang.

#### Saison 2015/16
Die Saison 2015/16 konnte der UHC Waldkirch-St. Gallen auf dem 11. Rang beenden. In den Playouts traf die erste Mannschaft von Fabian Arvidsson auf den Tabellenzehnten UHC Uster. Die Serie endete mit 4 zu 3 für den Verein aus dem Kanton Zürich. Als Verlierer der Best-of-Seven-Serie kam es zum erneuten Duell mit Floorball Thurgau. Die ersten zwei Partien endeten mit dem besseren Ende für die Mannschaft aus dem Kanton St. Gallen. In der dritten Begegnung der beiden Mannschaften konnte Floorball Thurgau erstmals einen Sieg feiern. Das vierte Spiel konnte der UHC Waldkirch-St. Gallen jedoch souverän mit 6:1 gewinnen. Am Sonntag, dem 10. April 2016, konnte die Equipe die Partie mit 5:2 gewinnen und die Serie mit 4:1 für sich entscheiden. Somit verblieben die Herren auch 2016/17 in der Nationalliga A.
Die Mannschaft der Damen erreichte in der Nationalliga B den siebten und somit zweitletzten Rang. Folglich musste die Mannschaft des Trainer-Duos Nivin Anthony und Lukas Studer in die Playouts. Gegner UHC Zugerland entschied sich jedoch vor Beginn der Playouts für den freiwilligen Abstieg in die dritthöchste Spielklasse.

#### Saison 2016/17
Weniger als eine Woche vor Saisonstart, am 12. September 2016, trennte sich der Verein vom Präsidenten Joe P. Stöckli aufgrund unterschiedlicher Auffassungen bezüglich Führung und Kommunikation. Der Entschied viel weniger als eine Woche vor dem Saisonstart. Zur Saison 2016/17 entschied sich der Verein, keine Ausländer mehr in das Kader zu integrieren, um das Vereinsbudget zu entlasten. Zu Beginn der neuen stiessen jedoch die beiden Tschechen Houra und Kralik zum Verein, jedoch ohne Bezahlung. Fünf Tage nach der Trennung vom Präsidenten Stöckli starteten die Herren, gecoacht von Fabian Arvidsson und Nivin Anthony, in die Saison. Mit dem UHC Uster stand ein direktes Duell um die Playoffs an. Dank sieben Toren im letzten Drittel konnte die Partie mit 8:3 gewonnen werden. Sowohl die Herren wie auch die Damen starteten exzellent in die neue Spielzeit und konnten in den ersten Begegnungen überzeugen.
Die Damenmannschaft unter der Leitung von Lukas Studer (Assistent Tim Schoch, Mentalcoach Nivin Anthony, Physis Stephanie Huber, Goalietraining Michael Egli) konnte 14 Siege in Folge feiern und schloss die Qualifikation überraschend auf dem ersten Rang ab. Nach den Playoffs und den Siegen im Playoff-Halbfinal über die Floorball Riders DBR stand der Aufstieg in die höchste Spielklasse fest.

#### Saison 2017/18
Die Damen bestritten am 16. September 2017 ihre erste Partie in der Nationalliga A, welche gegen Piranha Chur mit 10:1 verloren ging. Nach einer Saison in der Nationalliga A stiegen die Damen wieder in die Nationalliga B ab.
Im Februar der Saison 2020 wurde bekanntgegeben, dass Arvidsson nach sechs Jahren beim UHC Waldkirch-St. Gallen den Verein verlassen wird. Unter der Leitung des 33-jährigen Schweden konnten die St. Galler das erste Mal in der Vereinsgeschichte die Playoffs in der höchsten Spielklasse erreichen. Im Viertelfinal wurde der UHC Waldkirch-St. Gallen vom Grasshopper Club Zürich als Viertelfinal-Gegner ausgewählt. Aufgrund der Corona-Pandemie wurde die Saison nach drei Spielen der Viertelfinals abgebrochen.

### Seit 2020 – Gegenwart
Im Sommer ging der Nationalliga-A-Vertreter eine strategische Partnerschaft mit dem deutschen Bundesligaverein VfL Red Hocks Kaufering ein. Aus dem Nachwuchs der Oberbayern stammt der Verteidiger und deutsche Nationalspieler Tino von Pritzbuer, der die Rolle des Botschafters übernahm.
Zur Saison 2020/21 wurde Armin Brunner zum neuen Cheftrainer der Mannschaft ernannt. Neu verpflichtet wurde der schwedische Stürmer Oscar Eriksson Elfsberg vom Ligakonkurrenten UHC Alligator Malans. Aus dem Nachwuchs stiessen Severin Moser, Rohit Chiplunkar und Markus Wellauer in die NLA-Mannschaft. Den Verein verliessen unter anderem die langjährigen Nicolas Jordan (Karriereende), Jeanot Eschbach (Karriereende) und Stefan Meier (UHC Herisau). Die Verträge mit Thomas Mittelholzer, Luca Holenstein, Nico Conzett, Chris Eschbach, Raphael Schmied und Julian Alder konnten verlängert werden. Nicht verlängert wurden die Verträge von Noel Possag, Joel Conzett und Joel Untersander. Am 23. Oktober 2020 entschied Swiss Unihockey, den Spielbetrieb in allen Ligen zu unterbrechen. Er wurde im Januar 2021 mit einem veränderten Modus wieder aufgenommen. Nachdem die Saison in der Nationalliga B aufgrund der Corona-Pandemie unterbrochen und anschliessend abgebrochen worden war, verpflichtete der Nationalliga-A-Vertreter vom UHC Kloten-Dietlikon Jets den Schweden Jacob Glas und von Floorball Thurgau den Finnen Sami Saarinen sowie den Schweizer Silas Fitzi. Nach Abschluss der Hinrunde wurden die ersten sechs Teams der Master und die letzten sechs Teams der Challenge Round zugeordnet. Der UHC Waldkirch-St. Gallen qualifizierte sich im letzten Spiel der Challenge Round mit einem 8:6-Sieg über den UHC Uster als Achter zum zweiten Mal in Serie für den Einzug in die Playoffs. Im ersten Spiel der Playoff-Viertelfinalserie gegen den Grasshopper Club Zürich gelang auswärts in der Sporthalle Hardau der erste Playoff-Sieg der Vereinsgeschichte.
Bei den Frauen übernahm zur neuen Saison Yannik Martin das Amt als Cheftrainer. Nach sieben Spieltagen und auf dem zweiten Rang wurde die Saison der Nationalliga B zuerst unter- und anschliessend abgebrochen.
Nach der Saison 2020/21 traten der langjährige Stürmer Chris Eschbach, die Verteidiger Thomas Mittelholzer und Manuel Büsser sowie der Torhüter Raphael Schmied vom Spitzensport zurück. Nicolas Jordan, der während der Saison 2020/21 den Rücktritt vom Rücktritt gegeben hatte, beendete ebenso seine Spielerkarriere. Jacob Glas und Silas Fitzi, die während des Unterbruchs der Nationalliga B temporär verpflichtet worden waren, kehrten zu ihren Stammvereinen zurück. Der Finne Sami Saarinen beendete nach seinem Engagement bei den Ostschweizern seine Karriere und kehrte nach Finnland zurück. Um die offene Torhüterposition zu besetzen, wurde Jeremy Wehrli aus dem Nachwuchs des HC Rychenberg Winterthur verpflichtet. Aus dem eigenen Nachwuchs schaffte Mias Wellauer den Sprung in die erste Mannschaft. Insbesondere um den abtretenden Stürmer Chris Eschbach zu ersetzen, verpflichtete Sportchef Roman Brülisauer die Finnen Tuukka Kivioja sowie Asla Veteläinen von OLS. Ebenso wurde der ehemalige U19-Nationalspieler Mauro Stingelin sowie vom Nationalliga-B-Verein Noé Sprunger verpflichtet. Der Staff von Armin Brunner wurde mit dem Teammanager Christian Wenger sowie dem Assistenztrainer Nando Aebi ergänzt. Während der Qualifikation liess die Mannschaft um Cheftrainer Armin Brunner insbesondere die Konstanz vermissen und drohte zwei Partien vor Ablauf der Qualifikation die Playoffs zu verpassen. Um auf den achten Platz vorzustossen, waren zwei Siege in den letzten Partien gegen den Grasshopper Club Zürich sowie Schlusslicht Ad Astra Sarnen Pflicht. Gegen den Grasshopper Club Zürich lag man nach einem Drittel mit 2ː0 hinten, konnte aber durch ein fulminantes Mitteldrittel die Partie drehen und am Schluss mit 7ː3 gewinnen. Trotz dem Sieg hatte man die Qualifikation nicht mehr in den eigenen Händen, da am Sonntag dafür eine der vor den Ostschweizern platzierten Mannschaften, UHC Uster oder Chur Unihockey, ihre Partie verlieren musste. Mit 7:2 gewannen die Ostschweizer ihre Partie gegen Ad Astra Sarnen. Chur Unihockey verlor das Duell gegen Floorball Köniz und ermöglichte damit zum dritten Mal in Folge die Teilnahme an den Playoffs, wo man im Viertelfinal auf Floorball Köniz traf. Die erste Partie in Bern konnten die St. Galler mit 5ː4 für sich entscheiden, die drei folgenden Partien gingen an die Berner. Im TV-Spiel, dem fünften Spiel der Best-of-Seven-Serie, konnte man sich nach einem 3ː1-Rückstand dank einem entfesselten Mitteldrittel, in dem vor allem die dritte Formation der Ostschweizer sowie die beiden Ausländer Kivioja und Veteläinen brillierten, schliesslich mit 8ː7 durchsetzen. In Spiel sechs machte Floorball Köniz mit einem deutlichen 6ː1-Sieg die Qualifikation für den Halbfinal perfekt.
Das Kader der Frauen wurde nach der abgebrochenen Saison mit jungen und erfahrenen Spielerinnen ergänzt. Vom Nationalliga-A-Vertreter UH Red Lions Frauenfeld stiessen Anina Beck und Ladina Sgier, vom Ligakonkurrenten UH Appenzell Saskia Schnyder sowie aus der zweiten Mannschaft der Red Ants Rychenberg Winterthur Melanie Della Rosa sowie Cécile Müller zum UHC Waldkirch-St. Gallen. Im Staff wurde Luca Mazzucchelli durch Armando Ehrensperger ersetzt. Die Qualifikation schloss die Equipe auf dem ersten Tabellenrang ohne eine einzelne Niederlage ab. Mit einem Sweep über UC Yverdon erreichte man den Halbfinal. Im ersten Spiel des Halbfinals unterlag man dem Siebtplatzierten Unihockey Basel Regio. Anschliessend siegte man drei Mal in Folge und traf im Final auf Aergera Giffers. Gegen Giffers gewann der UHC Waldkirch-St. Gallen die erste Begegnung zuhause, unterlag jedoch einen Tag später auswärts in Giffers mit 3ː2 nach Verlängerung. Die zwei nachfolgenden umkämpften Spiele gewannen die Frauen und erreichten demzufolge die Aufstiegsspiele zur Nationalliga A. In den Auf- und Abstiegs-Playoffs traf man auf die Red Lions Frauenfeld, welche während der Saison lediglich drei aus möglichen 54 Punkten holten. Das Duell gegen Frauenfeld war insbesondere eine spannende Affiche, da zahlreiche Spielerinnen von Waldkirch-St. Gallen eine Vergangenheit bei den Red Lions aufwiesen oder umgekehrt. Ebenso Cheftrainer Martin amtete vor seinem Amtsantritt in St. Gallen bei Frauenfeld im Nachwuchs. In der Best-of-Five-Serie setzten sich die Frauen mit 3ː0 durch und stiegen zum zweiten Mal in der Vereinsgeschichte in die Nationalliga A auf.

## Jugendarbeit
Die U16-Junioren des Unihockeyclubs Waldkirch-St. Gallen gewannen 2012 erstmals in der Vereinsgeschichte einen Grossfeld-Meistertitel. Unter den Trainern Christian Preisig und Renatio Manser gewannen die U16 das Finalspiel gegen den UHC Alligator Malans mit 6ː4.
2017 gewann die U14-Mannschaft die Schweizer Meisterschaft gegen den SV Wiler-Ersigen.
Durch die im Sommer Frühjahr 2020 geschlossene strategische Partnerschaft mit dem deutschen Bundesligaverein VfL Red Hocks Kaufering wird Spielern des VfL die Möglichkeit gegeben, im Sommer in den Nachwuchsmannschaften zu trainieren. Auf die Saison 2020/21 wechselte der deutsche U17-Nationalspieler Jonas Fellner in die U18-Mannschaft unter der Leitung von Giacomo Bütler. Der 14-Jährige ist der erste internationale Transfer zwischen den beiden Clubs und absolvierte eine komplette Saison in der Schweiz. Nach dem Abbruch der Meisterschaft aufgrund der Pandemie kehrte der Nachwuchsspieler zurück nach Deutschland.
In der Saison 2021/22 erhielten erstmals drei Teams das Nachwuchslabel von Swiss Unihockey, ie U21-Junioren unter der Leitung von Petri Torni, die U18-Junioren unter Giacomo Bütler sowie die U14 unter Nando Aebi.

### Titel der U16-Junioren
- Schweizer U16-Meister: 2012, 2013

### Titel der U14-Junioren
- Schweizer U14-Meister: 2017

### Bekannte ehemalige Jugendspieler
- Armin Brunner
- Fabrice Göldi
- Claudio Mutter
- Nico Mutter
- Andrin Holenstein
- Chris Eschbach
- Roman Mittelholzer
- Thomas Mittelholzer
- Michael Schiess

## Erfolge

### Herren

#### Meisterschaftserfolge
- Nationalliga B: 2003

#### Cuperfolge
- Schweizer Cupfinalist: 2010
- Challenge des Bains: 2015

### Damen

#### Meisterschaftserfolge
- Nationalliga B: 2009
- Nationalliga B: 2022

## Stadion
Der UHC Waldkirch-St. Gallen trägt seine Heimspiele in der Sporthalle Tal der Demut in St. Gallen aus. Rund drei Mal jährlich spielt der UHC Waldkirch-St. Gallen die Heimspiele der Damen und Herren nicht wie gewohnt in der Sporthalle Tal der Demut, sondern im Athletik Zentrum St. Gallen.
Im November 2009 stürzte die Heimhalle des UHC Waldkirch-St. Gallen wegen zu schwacher Dachträger ein. Noch am Abend zuvor trainierte die U18-Mannschaft des Vereins in der Halle. Über den Zeitraum von rund drei Jahren trug der Sportverein daher seine Partien in verschiedenen Sporthallen in der Ostschweiz aus. Meist wurden die Spiele im Athletikzentrum in St. Gallen und der Bünt in Waldkirch ausgetragen.

## Jugendmannschaften
Die Juniorenabteilung des UHC Waldkirch-St. Gallen hat in den letzten Jahren mehrere vielversprechenden Talente herausgebracht. Im Transferfenster des Sommers 2015 verliessen Claudio Mutter (zum SV Wiler-Ersigen), Andrin Hollenstein (zu den Unihockey Tigers) und Fabrice Göldi (zum Grasshopper Club Zürich) den Verein.
| Herren          | Damen             |
| --------------- | ----------------- |
| Junioren U21 A  | Juniorinnen U21 B |
| Junioren U18 A  | Juniorinnen U17   |
| Junioren U16 A  | Juniorinnen B1    |
| Junioren U16 C  | Juniorinnen B2    |
| Junioren U14    | Juniorinnen B2    |
| Junioren C1     | Juniorinnen B2    |
| Junioren C2     | Juniorinnen B2    |
| Junioren D1     | Juniorinnen B2    |
| Junioren D2     | Juniorinnen B2    |
| Junioren D3     | Juniorinnen B2    |
| Junioren E1     | Juniorinnen B2    |
| Junioren E2     | Juniorinnen B2    |
| Unihockeyschule | Juniorinnen B2    |

## Logo
Das Logo des UHC Waldkirch-St. Gallen besteht seit der Gründung des Ostschweizer Clubs.

Logo

## Erstklassigkeit

### Herren
- 2002/03–2003/04
- 2008/09–

## Personal

### Herren

#### Kader der Saison 2021/22

##### Zu- und Abgänge der Saison 2021/22
- Stand: 14. August 2021

| Zugänge | Abgänge |
| --- | --- |
| - Mias Wellauer (Nachwuchs) - Jeremy Wehrli (HC Rychenberg Winterthur U21) - Noé Sprunger (Floorball Fribourg) - Mauro Stingelin (Chur Unihockey) - Tuukka Kivioja (OLS) - Asla Veteläinen (OLS) | - Chris Eschbach (Rücktritt) - Sami Saarinen (Rücktritt) - Thomas Mittelholzer (Rücktritt) - Nicolas Jordan (Rücktritt) - Manuel Büsser (Rücktritt) - Raphael Schmied (Rücktritt) - Silas Fitzi (Floorball Thurgau) - Jacob Glas (UHC Kloten-Dietlikon Jets) |

##### Trainerstab
| Nat.                                | Name              | Funktion          |
| Trainerstab                         | Trainerstab       | Trainerstab       |
| ----------------------------------- | ----------------- | ----------------- |
| Schweiz                             | Armin Brunner     | Cheftrainer       |
| Schweiz                             | Raphael Anderegg  | Assistenztrainer  |
| Schweiz                             | Benjamin Zöllig   | Assistenztrainer  |
| Finnland                            | Petri Torni       | Assistenztrainer  |
| Schweiz                             | Nando Aebi        | Assistenztrainer  |
| Schweiz                             | Kornelius Birrer  | Goalietrainer     |
| Schweiz                             | Lukas Zenger      | Athletiktrainer   |
| Medizinische Abteilung              |                   |                   |
| Schweiz                             | Patrik Noack      | Mannschaftsarzt   |
| Schweiz                             | Fabienne Schwizer | Physiotherapeutin |
| Sportliche Leitung und Organisation |                   |                   |
| Schweiz                             | Roman Brülisauer  | Sportchef         |

### Damen
| Nat.                   | Name          | Funktion        |
| Trainerstab            | Trainerstab   | Trainerstab     |
| ---------------------- | ------------- | --------------- |
| Schweiz                | Yannik Martin | Cheftrainer     |
| Schweiz                | Matthias Ramp | Co-Trainer      |
| Schweiz                | Marcel Looser | Co-Trainer      |
| Medizinische Abteilung |               |                 |
| Schweiz                | Patrik Noack  | Mannschaftsarzt |

### Bedeutende ehemalige Spieler
Die Spieler sind – jeweils anhand des ersten Pflichtspiels für die erste Herrenmannschaft von UHC Waldkirch-St. Gallen – chronologisch sortiert.
- Othmar Schärli
- Kornelius Birrer
- Ivo Bischof
- Christian Preisig

- Chris Eschbach (2009–2014 und 2015–2021, Sturm)
Eschbach wechselte aus dem Nachwuchs des UHC Herisau in die Nachwuchsabteilung des UHC Waldkirch-St. Gallen und arbeitete sich über die U18- und U21-Mannschaft in die erste Mannschaft. Der gebürtige Herisauer war einer der erfolgreichsten Stürmer des UHC Waldkirch-St. Gallen und spielte in seiner sportlich aktiven Zeit fast ausnahmslos für die St. Galler.

## Präsidenten
- 1997–1999 Thomas Hug
- 1999–2003 Gremium (Rita Allenspach, Roman Hungerbühler, Therese Würth)
- 2003–2004 Michael Litscher
- 2004–2008 Carlos Ruch
- 2008–2014 Markus Bürki
- 2014–2016 Joe P. Stöckli
- 2017–heute Thomas Eberle

## Trainer
(Verzichtet wurde auf die Aufführung von Interimstrainern und Assistenztrainern.)

### Herren
- 1997–1998 Philip Vollenweider
- 1998–1999 Markus Riesen
- 1999–2000 Paul Braun
- 2001–2004 Marcus Marty
- 2004–2004 Iiro Parviainen (Juli–November)
- 2005–2005 René Fuchs (Januar–Februar)
- 2005–2007 Magnus Svensson
- 2007–2008 Radim Cepek
- 2008–2009 Johan Oestman
- 2009–2009 Simon Ruuskanen (Juli–November)
- 2009–2011 August Schärli
- 2011–2012 Yves Mohr
- 2013–2014 Sascha Rhyner
- 2014–2020 Fabian Arvidsson
- 2020–jetzt Armin Brunner

### Damen
- 2008–2010 Albert Zellweger
- 2010–2015 Markus Riesen
- 2015–2016 Lukas Studer und Nivin Anthony
- 2016–2018Lukas Studer
- 2018–2019 Renato Wyss
- 2019–2020 Tim Schoch
- 2020–jetzt Yannik Martin

## Ausrüster
- 1974–1983 Adidas
- 1983–1984 Pony
- 1984–2018 Adidas
- 2018–0000 uhlsport/Kempa

## Trivia
Der UHC Waldkirch-St. Gallen war eine Zeit lang der einzige Unihockeyverein der Schweiz, dessen erste Mannschaften der Damen und Herren in den Nationalligen spielten. Die Herren spielen seit der Saison 2008/09 in der höchsten Schweizer Liga, der Nationalliga A. Die Damen spielten über Jahre in der Nationalliga B, schafften in der Saison 2016/2017 dann den Aufstieg in die NLA. Zwei NLA-Teams weist neben WaSa nur Zug United aus.

## Statistiken

### Topscorer
Die Topscorer der Saisons 2010/11 bis heute. Seit der Saison 2013/14 erhalten die Vereine vom Titelsponsor, der Versicherungsgesellschaft Mobiliar, einen von den erzielten Toren abhängigen Geldbetrag für den Nachwuchs.
| Saison  | Spieler            | Nationalität | Tore | Assist | Punkte |
| ------- | ------------------ | ------------ | ---- | ------ | ------ |
| 2010/11 | Sandro Dominioni   | Schweiz      | 22   | 21     | 43     |
| 2011/12 | Chris Eschbach     | Schweiz      | 22   | 15     | 27     |
| 2012/13 | Alexander Nede     | Schweden     | 13   | 23     | 36     |
| 2013/14 | Roman Mittelholzer | Schweiz      | 9    | 19     | 28     |
| 2014/15 | Fabrice Göldi      | Schweiz      | 18   | 9      | 27     |
| 2015/16 | Chris Eschbach     | Schweiz      | 16   | 27     | 43     |
| 2016/17 | Chris Eschbach     | Schweiz      | 21   | 19     | 40     |
| 2019/20 | Michael Schiess    |              |      |        |        |
| 2020/21 | Michael Schiess    | Schweiz      | 20   | 6      | 26     |